# Avenza
Avenza è una frazione del comune di Carrara, in provincia di Massa-Carrara.

## Geografia fisica
Avenza è situata nella pianura costiera apuana, nell'estremità nord-occidentale della Toscana, lungo le rive del torrente Carrione. Sorge 5 km a sud-ovest del centro di Carrara, e 2 km a nord della località di Marina di Carrara. La zona ha subito nel corso degli anni Settanta un'importante opera di bonifica, cui è conseguito lo sviluppo dell'edilizia popolare e residenziale.

### Idrografia
Il comprensorio è delimitato ad ovest dal torrente Parmignola, che segna anche il confine tra Toscana e Liguria, ed a est dal torrente Lavello che separa il comune di Carrara e quello di Massa. 

### Clima
| 2017-2021           | Mesi | Mesi | Mesi | Mesi | Mesi | Mesi | Mesi | Mesi | Mesi | Mesi | Mesi | Mesi | Stagioni | Stagioni | Stagioni | Stagioni | Anno  |
| 2017-2021           | Gen  | Feb  | Mar  | Apr  | Mag  | Giu  | Lug  | Ago  | Set  | Ott  | Nov  | Dic  | Inv      | Pri      | Est      | Aut      | Anno  |
| ------------------- | ---- | ---- | ---- | ---- | ---- | ---- | ---- | ---- | ---- | ---- | ---- | ---- | -------- | -------- | -------- | -------- | ----- |
| T. max. media (°C)  | 12,3 | 13,2 | 15,0 | 18,4 | 21,0 | 26,1 | 28,6 | 29,4 | 25,5 | 21,3 | 16,7 | 13,2 | 12,9     | 18,1     | 28,0     | 21,2     | 20,1  |
| T. media (°C)       | 8,6  | 9,5  | 11,1 | 14,3 | 17,5 | 22,1 | 24,7 | 25,1 | 21,2 | 17,2 | 13,0 | 9,5  | 9,2      | 14,3     | 24,0     | 17,1     | 16,2  |
| T. min. media (°C)  | 4,8  | 5,8  | 7,1  | 10,1 | 14,0 | 18,1 | 20,7 | 20,8 | 16,9 | 13,0 | 9,3  | 5,9  | 5,5      | 10,4     | 19,9     | 13,1     | 12,2  |
| Precipitazioni (mm) | 88   | 94   | 96   | 96   | 97   | 28   | 43   | 18   | 108  | 91   | 158  | 188  | 370      | 289      | 89       | 357      | 1 105 |

## Origine del nome
Alcuni studiosi fanno derivare il nome di Avenza da 'avanzo', ovvero 'avanzo di Luni'. L'ipotesi è basata sul fatto che il borgo (vicinissimo a Luni) si organizzò ed ebbe un certo sviluppo in seguito al declinare della già fiorente colonia romana. Più verosimilmente il toponimo Avenza (che nei documenti antichi si legge spesso anche nelle forme Aventia, Avencia, Laventia, Lauencia e Lavenza) deriva o dalla radice Avenza, cioè al fiume (l'etimo -enza) o dalla radice comune negli idiomi indoeuropei lav o liv (con significato di acqua) che si ritrova nel nome di corsi d'acqua italiani ed europei. Vedasi ad esempio: Lavello ad Avenza, Livenza nel Friuli, Lavenza nel Nizzardo francese e Lavenza o Lauencia in Austria (si trova anche Labenza in Pannonia e Lauenza o Lavenicz al confine tra Ungheria e Stiria "limes Hungariae Styriae"). Anche il fiume che attraversa Carrara (attualmente conosciuto come Carrione) nei documenti e nelle mappe antiche è indicato come Lavenza. Il toponimo Flumen Aventia, per indicare l'attuale Carrione, trova riscontro addirittura nella Tabula Peutingeriana e ha probabilmente dato nome al borgo sorto alla sua foce che si suole ancora comunemente chiamare in dialetto carrarese Lavenza e in antico avenzino Lauencia.

## Storia

### Origini
Avenza come nucleo nasce in modo più stabile e definitivo nel 1080, quando, secondo lo storico Gerini, alcuni carraresi ottennero il permesso di organizzare un piccolo borgo sul litorale, poi munito nel XIII di un proprio castello, quando il borgo acquisì notevole importanza strategica anche per motivi commerciali.
Il castello era particolarmente strategico per il controllo dei confini del Granducato di Toscana.

### Seconda guerra mondiale
Durante la seconda guerra mondiale Avenza fu ripetutamente bombardata dagli Alleati tra il 12 e il 22 maggio 1944 poiché venne ritenuto che l'Istituto d'Avviamento, dove era posto l'Istituto Comprensivo Leonardo Da Vinci, fosse sede di un deposito meccanico dell'esercito tedesco. Nel bombardamento persero la vita 52 persone e altre 56 rimasero ferite, con ingenti danni causati anche agli edifici privati e pubblici. Il 10 novembre dello stesso anno, mentre Carrara veniva temporaneamente liberata dai partigiani locali, i tedeschi uccidevano ad Avenza undici civili disarmati.

## Monumenti e luoghi d'interesse

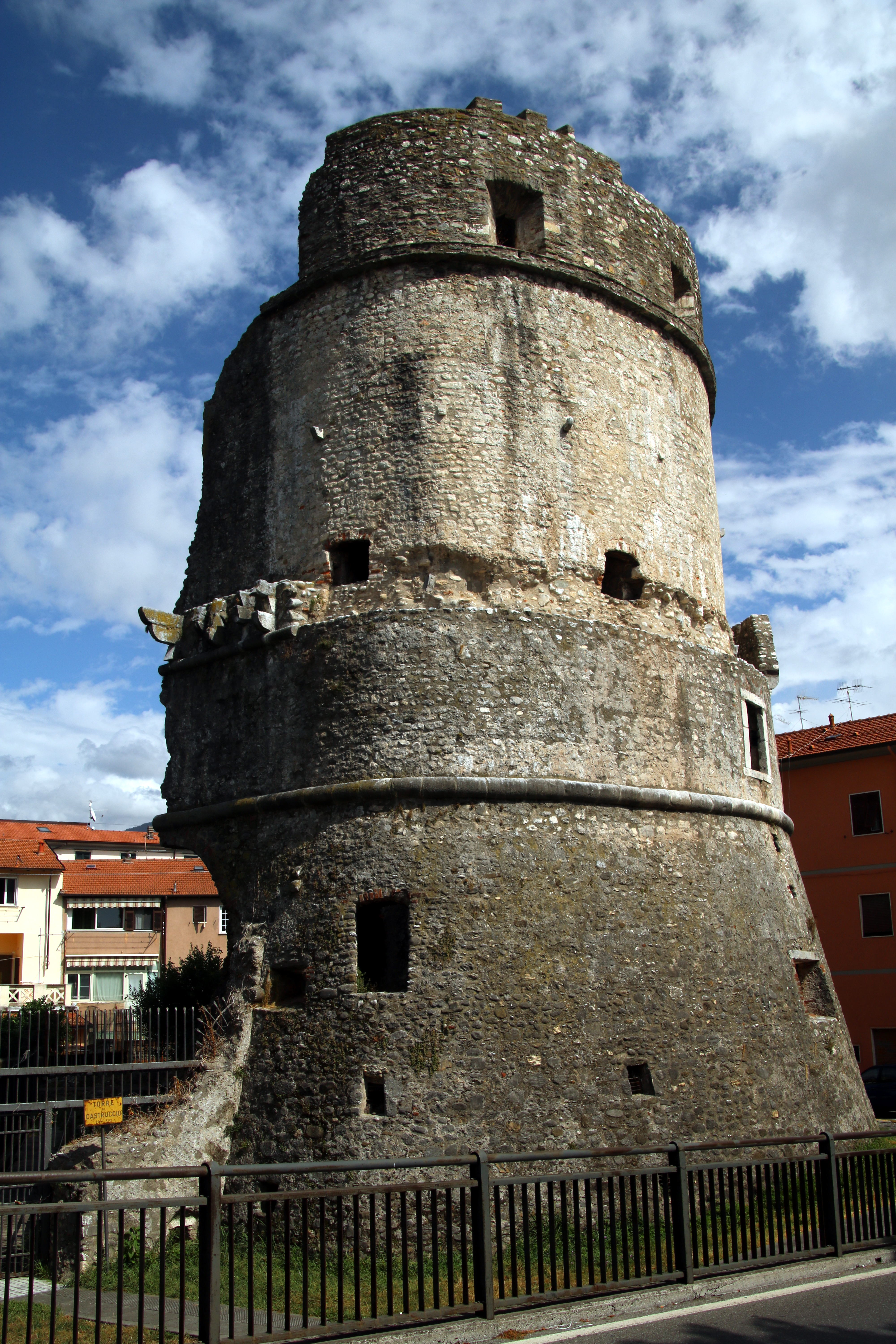
la torre di Castruccio Castracani

- Chiesa di San Pietro, presenta solo alcune tracce di stile gotico a causa delle numerose trasformazioni succedutesi nel tempo. La chiesa ha rappresentato grazie a S. Antonio un punto fermo di riferimento ai pellegrini in transito sulla via Romea. La sua prima dicitura risale al 1187. Nella facciata si nota un bassorilievo in marmo raffigurante la "Luna" di Luni stemma assunto, in tempo antico, come segno identificativo della comunità di Avenza. Al suo interno si possono ammirare le sculture in marmo di Carrara di P. Aprile e G. De Rossi da Fiesole ed un Crocifisso in legno ritenuto miracoloso. È la chiesa più antica di Carrara dopo il Duomo.
- Torre di Castruccio, posta nel centro del borgo e i cui resti sono tuttora ben conservati, nonostante parte sia stata utilizzata nel XIX secolo come una vera e propria cava di pietra.
- Monumento a Mazzini, opera di Enrico Del Debbio.
- Monumento al Partigiano, opera dello scultore carrarese Nardo Dunchi e un Omaggio al Marmo di Cárdenas.

## Società

### Evoluzione demografica
Abitanti censiti
L'andamento demografico del Comune di Carrara riguardo alle sue frazioni va letto con un'avvertenza: dal censimento del 1981 sono variate le confinazioni delle vecchie frazioni. Nel caso di Avenza le sono stati tolti i quartieri di Nazzano, Frassina, Sant'Antonio, Turigliano, Fossone ed altri (tra l'Aurelia e le colline) con popolazione stimata 6 500 abitanti, attribuiti dopo quella data alla Circoscrizione "Carrara Adiacenze" che somma i dati delle frazioni di Fossola, Carrara Adiacenze, e i quartieri di Avenza sopra citati. Inoltre è stata attribuita a Marina di Carrara la fascia costiera tra le foci del Carrione e del Lavello, di circa 1 000 abitanti (via Delle Pinete e Viale G. Da Verrazzano tratto est). Si spiega così il crollo degli abitanti in quell'anno.

## Geografia antropica

### Suddivisioni interne
- Avenza - Centrale
- Avenza Vecchia (Centro Storico)
- Avenza - Covetta
- Avenza - Peep

## Infrastrutture e trasporti

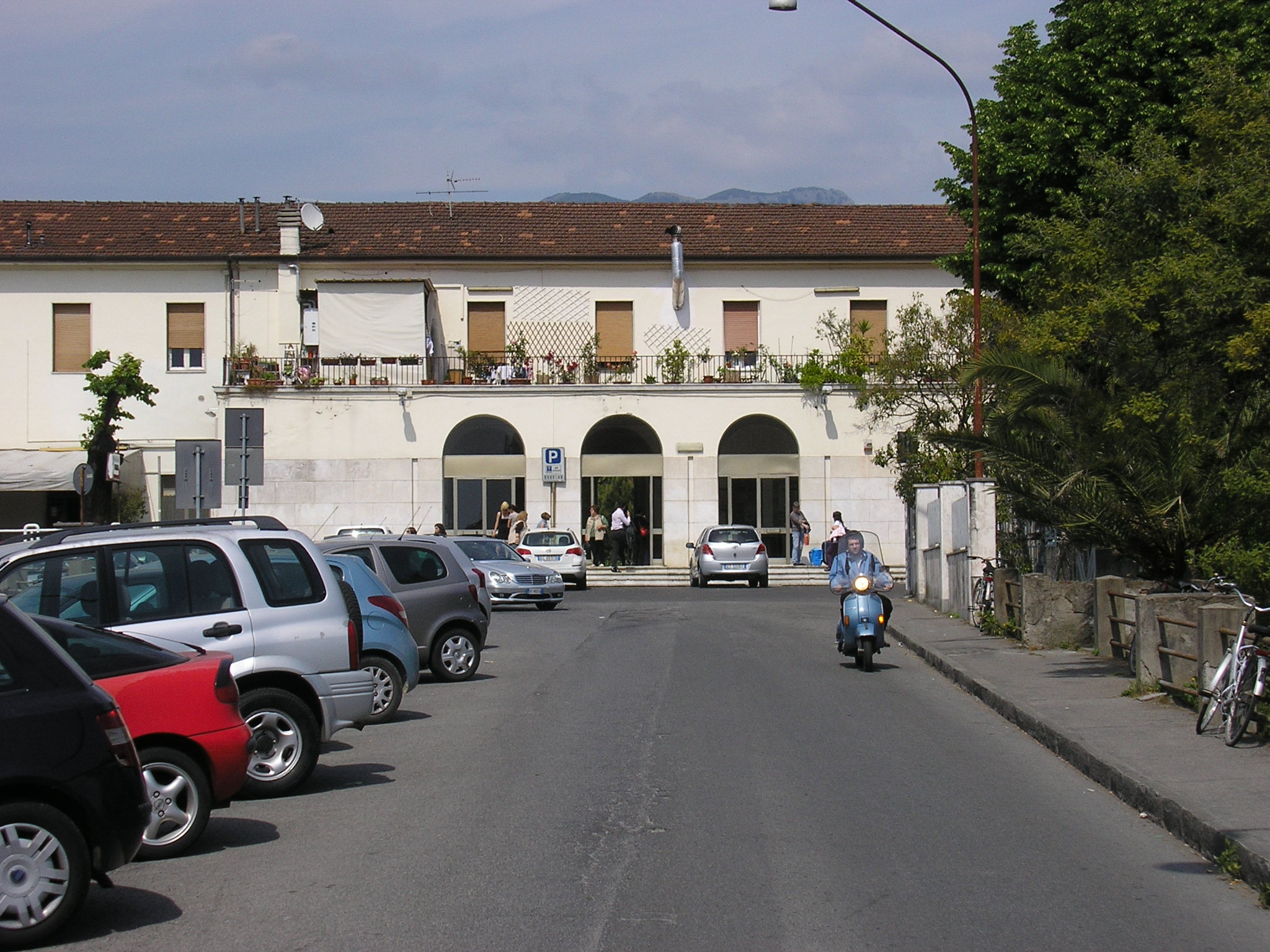
Accesso al fabbricato della stazione di Carrara-Avenza

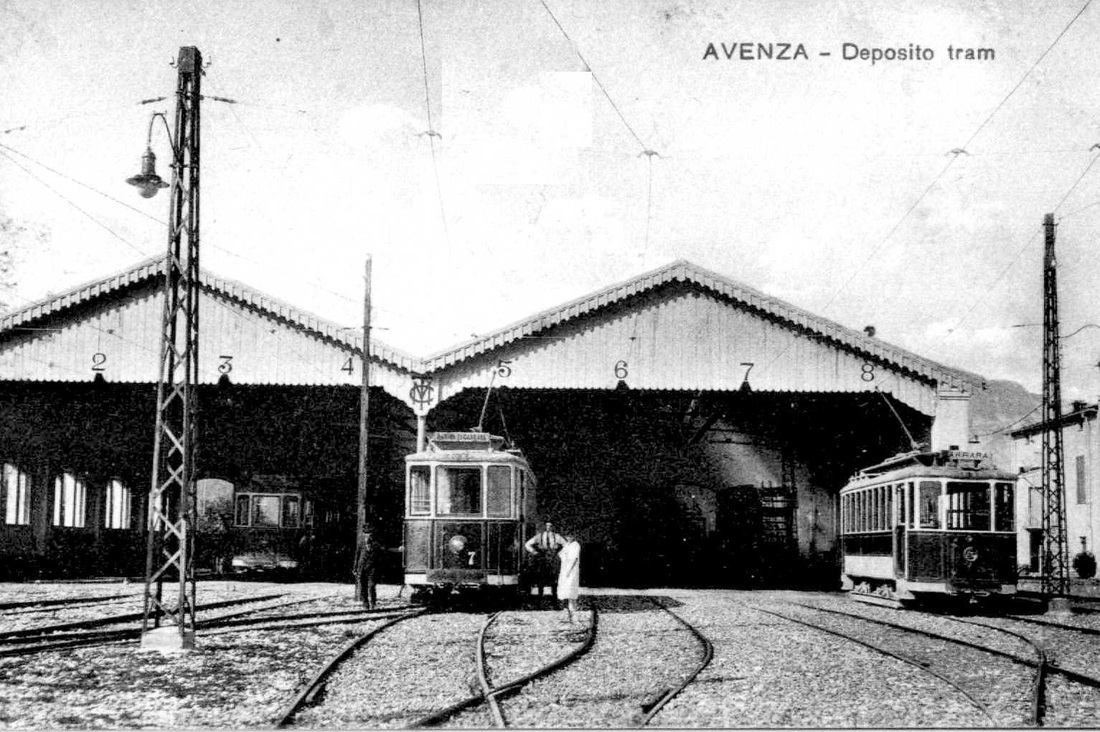
Panoramica del deposito tranviario ad Avenza

### Strade
Storicamente Avenza, come Carrara, si è sviluppata in prossimità del tracciato della via Aurelia integrata, nel 1915 dalla direttrice che taglia diagonalmente il territorio in direzione monti-mare e prende il nome di viale XX Settembre.
L'autostrada A12 presenta, nel territorio comunale, il casello di Carrara.

### Ferrovie
Ad Avenza è presente l'unica infrastruttura ferroviaria, la stazione di Carrara-Avenza posta lungo la dorsale Tirrenica.
In passato tale località era configurata come stazione di diramazione con la tratta che collegava la stessa alla stazione di Carrara San Martino, iniziata di costruire nel 1863, finita e inaugurata nel 1866 e soppressa nel 1970. Tale tratta fu integrata nel tracciato della nota ferrovia Marmifera che fu operativa fra il 1876 e il 1964.
Completavano gli impianti ferroviari cittadini alcuni raccordi industriali i più significativi dei quali raggiungevano le località di Fiorino e Covetta, e comprendevano il tracciato della Marmifera fino al molo caricatore in località Marina.
Presso Marina di Carrara vi sono anche i raccordi della Zona Industriale Apuana, attivi dal 1938, che partono dalla località di Massa Zona Industriale. In passato i capolinea principali erano anche la stazione di Avenza, fino ai primi anni '90, e la Zona Industriale Dalmine.

### Mobilità urbana
La rete di trasporto pubblico di Avenza comprende le seguenti relazioni gestite dalla società CTT Nord:
- Linea Carrara - Avenza - Marina di Carrara
- Linea Carrara - Avenza Vecchia - Massa
- Linea Massa - Avenza - Aulla

In passato, fra il 1915 ed il 1955, è esistita una linea tranviaria di collegamento con Marina di Carrara, realizzata contestualmente al viale XX Settembre, sostituita poi da una linea filoviaria prolungata verso Marinella di Sarzana, che fu a sua volta soppressa nel 1985.

## Sport
Ad Avenza, sono presenti due squadre di calcio, l'ASD San Marco Avenza, militante in Eccellenza Toscana e l'ASD Attuoni Sport Avenza, militante in seconda categoria toscana.